# 게이머

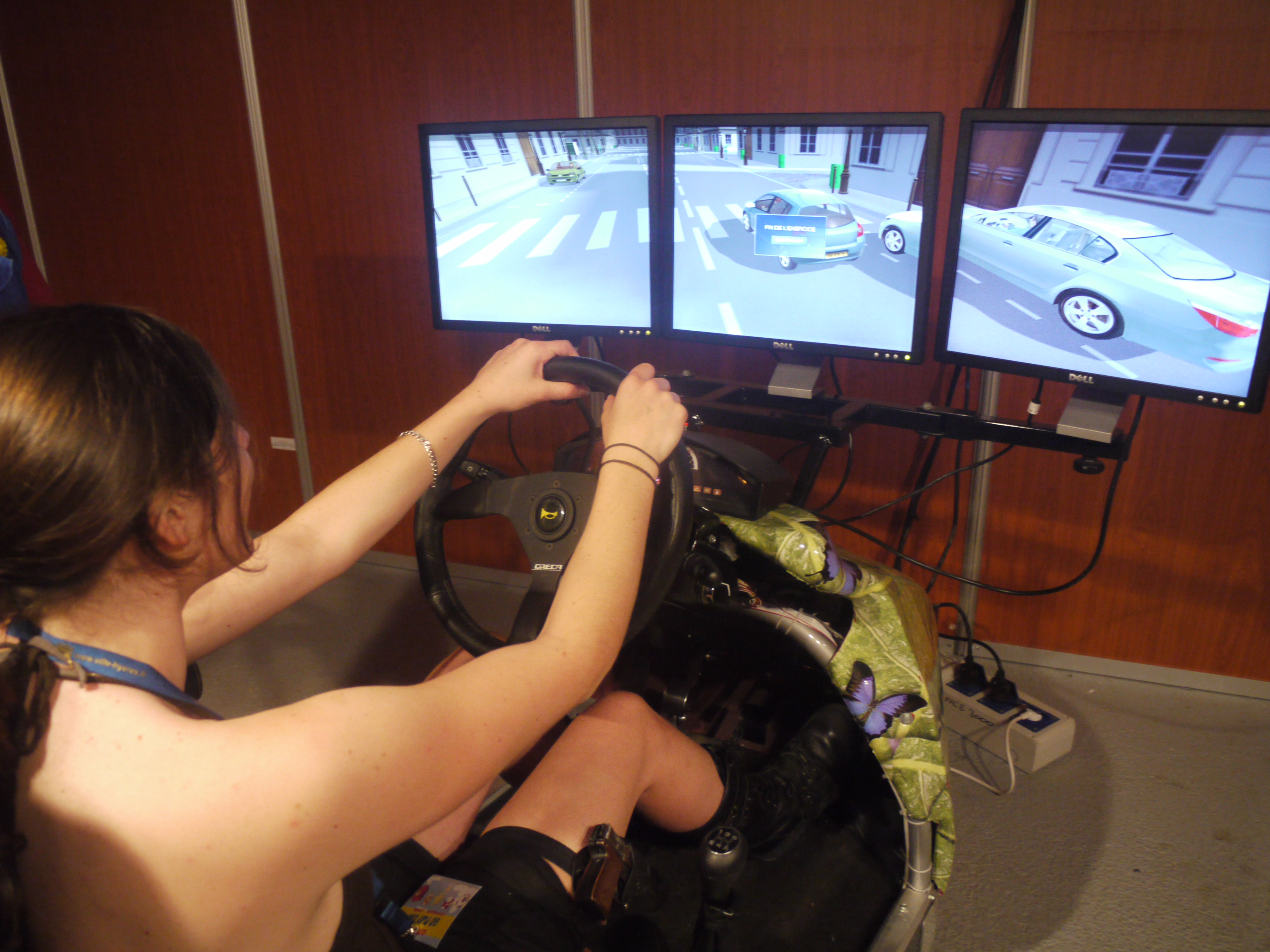
2010년 고 플레이 원을 플레이하는 한 여성

게이머(gamer)라는 용어는 전통적으로 롤플레잉 게임이나 전쟁 게임을 즐기는 사람을 보통 일컫는다. 그러나 최근에 이 용어는 비디오 게임을 포함하여 게임으로 분류되는 것을 즐기는 사람이라는 의미를 가지고 있다. 이 용어는 게임에 대해 배우거나 즐기는 여가 시간을 보내는 사람이 누구인지 알아내는 데에도 쓰인다.

## 게이머의 종류
- 비디오 게이머: 비디오 게임을 즐기는 게이머.
- 테이블탑 게이머: 테이블탑 게임을 즐기는 게이머. 이 용어는 미니어쳐 전쟁 게임을 즐기는 사람들에 해당되지만 보드 게임, 카드 게임, 테이블탑 롤플레잉 게임을 즐기는 사람들에게도 쓰인다.

### 프로게이머
비디오 게임 리그나 토너먼트 등의 경기를 하는 것을 직업으로 하는 사람. 즉 e스포츠 경기에서 벌어들인 상금 및 소속팀에서 지급받는 급여를 소득으로 생활하는 사람을 프로게이머라고 부른다.